# Sebastian Cabot (actor)
Sebastian Cabot (Londres, 6 de julio de 1918 – North Saanich, 22 de agosto de 1977) fue un actor cinematográfico y televisivo británico, recordado principalmente por su interpretación del Juez Vargas en la serie de 1957 El Zorro, de Giles French en la serie de la década de 1960 Family Affair, el Dr. Hillyer en La máquina del tiempo y por prestar voz a Sir Ector en La espada en la piedra y Bagheera en El libro de la selva.

## Carrera
De ascendencia española, Cabot nació en Londres, Inglaterra. Su carrera empezó con un pequeño papel en Foreign Affaires (1935); su primer crédito en la pantalla llegó con el film de Alfred Hitchcock Secret Agent (1936). Otros títulos británicos en los que actuó en sus inicios fueron Love on the Dole, Pimpernel Smith, Old Mother Riley: Detective, y Old Mother Riley: Overseas. En 1946 interpretó en el cine el papel de Yago, de Otelo. En 1947 se trasladó a Hollywood, consiguiendo papeles en filmes como They Made Me A Fugitive, Third Time Lucky, The Spider and the Fly, Ivanhoe, Babes in Baghdad (Muchachas de Bagdad), The Love Lottery, Westward Ho the Wagons. En 1954 rodó una versión italiana de la obra Romeo y Julieta, interpretando a Capuleto. En 1960 trabajó en la producción de George Pal basada en la obra de H. G. Wells' The Time Machine (La Máquina del Tiempo), interpretando al Dr. Hillyer. También fue la voz de Noé en la primera grabación de la obra de Igor Stravinsky El Diluvio. Y en 1966 prestó su voz a la pantera Bagheera en la versión animada de Walt Disney del clásico de Kipling, el Libro de la Selva.
En esa época Cabot empezó a trabajar para la televisión, actuando en series como Along the Oregon Trail, The Adventures of Hiram Holliday, Checkmate (junto a Anthony George y Doug McClure), The Beachcomber, y la actuación en el episodio de The Twilight Zone "A Nice Place to Visit". En 1957, interpretó al Juez Vargas en el noveno episodio, "Un juicio justo", de la serie de TV El Zorro, su personaje vuelve a ser mencionado en el último episodio de la serie. Cabot también intervino de manera regular como panelista del concurso televisivo Stump the Stars. Así mismo, participó en el programa de entrevistas de la NBC Here's Hollywood. En 1964, Cabot presentó la serie Suspense, y dio voz o fue narrador en diferentes proyectos, tanto cinematográficos como televisivos, antes de ser elegido para interpretar a Giles French en la serie de la CBS Family Affair, junto a Brian Keith y Kathy Garver. Tras finalizar la serie, quizás el papel más importante de Cabot llegó con la versión para TV de Miracle on 34th Street.

## Últimos años
Cabot intervino en una producción navideña, el film televisivo The City That Forgot About Christmas (1974), y narró dos proyectos relacionados, Winnie the Pooh and Tigger, Too! y The Many Adventures of Winnie the Pooh, antes de fallecer a causa de un ictus en North Saanich, Columbia Británica, Canadá, a los 59 años de edad. Había vivido sus últimos años cerca de Sidney, Columbia Británica. Sebastian Cabot está enterrado en el Cementerio Westwood Village Memorial Park de Los Ángeles, California.

## Series de Tv
- El Zorro - Juez Vargas;
- Search;
- Ghost Story;
- McCloud;
- Family Affair;
- The Governor & J.J.;
- To Rome with Love;
- Foreign Exchange;
- Schlitz Playhouse of Stars.